# Andreas Beutler
Andreas Beutler (* 26. Januar 1963) ist ein ehemaliger Schweizer Eishockeyspieler und derzeitiger -trainer, der während seiner aktiven Laufbahn unter anderem für den SC Bern in der Nationalliga A gespielt hat und mit den Stadtbernern drei Mal die Schweizer Meisterschaft gewann.

## Karriere
Der auf der Position des Verteidigers agierende Andreas Beutler spielte ab 1981 für den SC Bern in der Nationalliga A. Beutler, der sich rasch als Stammspieler etabliert hatte, stieg in seiner Debütsaison mit den Bernern in die Nationalliga B ab. Die Saison 1984/85 verbrachte er beim EHC Basel in der Nationalliga B. Anschliessend kehrte er zum SC Bern zurück, mit dem 1986 am grünen Tisch der Wiederaufstieg in die Nationalliga A gelang. Mit dem Stadtberner Club gewann er in der Saison 1988/89 seine erste Schweizer Meisterschaft unter Cheftrainer Bill Gilligan. Es folgten die Titelgewinne in den Jahren 1991 und 1992. Seine Profilaufbahn liess Beutler von 1995 bis 1998 beim SC Langnau in der NLB ausklingen.
Nach seinem Karriereende als aktiver Spieler war Beutler zunächst Assistenztrainer der Schweizer U20-Nationalmannschaft, später stand er ebenfalls beim EHC Burgdorf, EHC Zuchwil Regio und SC Lyss hinter der Bande. Zwischen 2014 und 2018 war er Cheftrainer des EHC Brandis, anschließend bis Januar 2020 bei Hockey Huttwil.

### International
Für die Schweiz nahm Beutler unter anderem an der B-Weltmeisterschaft 1989 und der Weltmeisterschaft 1991 teil. Ausserdem nahm er für die Eisgenossen an den Olympischen Winterspielen 1992 teil, bei denen er in sieben Partien auflief und eine Torvorlage erzielte. Die Schweiz beendete das Turnier auf dem zehnten Endrang.

## Erfolge und Auszeichnungen
- 1989 Schweizer Meister mit dem SC Bern
- 1991 Schweizer Meister mit dem SC Bern
- 1992 Schweizer Meister mit dem SC Bern